# Стиль Тюдоров
Стиль Тюдоров, или Тюдор-Ренессанс в Англии (англ.  Tudor Style, Tudor Renaissance) — историко-региональный стиль английского искусства, который зародился в годы правления первых королей из династии Тюдоров: Генриха VII (1485—1509), Генриха VIII (1509—1547) — и продолжался после периода смут при блестящем царствовании королевы Елизаветы I (1558—1603), в так называемую Елизаветинскую эпоху. Отсюда названия: Тюдор-Ренессанс, английское Возрождение, или английский Ренессанс. К этому же периоду часто прибавляют время начала царствования Стюартов при шотландском и английском короле Якове I (1603—1625) — период раннего английского барокко. В этом случае употребляют название «Тюдоро-Якобинский стиль» (англ. Tudor and Jacobean).
Стиль Тюдоров получил новое развитие в XIX веке в период историзма в формах стиля неотюдор, или «Тюдоровского возрождения» (англ. Tudor Revival).

## Исторические предпосылки формирования стиля
После войны Алой и Белой Розы (1455—1485) правление династии Тюдоров обеспечило сильную власть, процветание государства, активное строительство дворцов и частных особняков, успехи придворных художников. Историки часто называют елизаветинскую эпоху «золотым веком» английской истории и характеризуют её как ренессанс, вдохновивший национальную гордость англичан «благодаря классическим идеалам, международной экспансии и военно-морскому триумфу над Испанией». Британский историк Джон Гай (1988) утверждал, что «Англия была экономически более здоровой, более склонной к экспансии и более оптимистичной при Тюдорах», чем когда-либо за тысячу лет до этого.
«Золотой век» представлял собой апогей английского Возрождения и был периодом расцвета поэзии, музыки и литературы. Эта эпоха наиболее известна «елизаветинским театром», для которого Уильям Шекспир и другие драматурги создавали пьесы, выходившие за рамки традиционного английского театрального стиля. Елизаветинская эпоха резко контрастирует с предыдущим и последующим периодами. Это была эпоха научных исследований и территориальной экспансии, особенно после того, как была разгромлена испанская Непобедимая армада, а также период мира между английской Реформацией и религиозными битвами между протестантами и католиками, а затем — политическими битвами между парламентом и монархией, охватившими конец семнадцатого века. Разногласия между протестантами и католиками на какое-то время были урегулированы Елизаветинским религиозным соглашением, а парламент ещё не был достаточно силён, чтобы бросить вызов королевскому абсолютизму. Это был также конец периода существования Англии как отдельного королевства, и начало унии с Шотландским королевством.

## Основные особенности художественного стиля Тюдор-Ренессанса
Архитектурный стиль Тюдор-Ренессанса основывался на традициях поздней английской готики, прежде всего «перпендикулярного стиля» (1377—1547), который считали истинно национальным достижением. Готическое искусство в период Тюдор-Ренессанса не отрицалось, а лишь обогащалось новыми, не столь значительными декоративными элементами. В интерьерах сохранялись готическая мебель, резные дубовые панели стен и потолки с лепными готическими нервюрами. Готические крестоцветы соседствовали с ренессансными «льняными складками», итальянскими раковинами и растительными мотивами. Тогда же «перпендикулярный стиль» стали называть «стилем Тюдоров», не делая между ними существенных различий. Выдающимся памятником Тюдор-Ренессанса является пригородный дворец Хэмптон-корт (ныне на юго-западе «Большого Лондона»). В 1530—1540-х годах дворец перестраивали для Генриха XIII и Анны Болейн. В работах участвовал итальянский мастер Джованни да Майано Второй.
В период Тюдор-Ренессанса возведена капелла Капелла Святого Георгия в Виндзоре (1475—1511) — шедевр «перпендикулярного стиля», а в Вестминстере — капелла Генриха VII (1503—1512). Ещё один шедевр — Королевская капелла в Кембридже (1446—1515). Все эти памятники построены в готическом стиле, но относятся к периоду Тюдор-Ренессанса — таковы особенности английского Возрождения.
При английском королевском дворе работали голландские и французские живописцы. В 1512—1518 годах придворным художником короля Генриха VIII был итальянский живописец и скульптор Пьетро Торриджани, изгнанный из Флоренции за пьяную драку, в которой он изуродовал нос своему сопернику Микеланжело.
В 1526—1528 и 1532—1543 годах придворным портретистом Генриха VIII был выдающийся немецкий живописец Ганс Гольбейн Младший. Этот художник оставил замечательную портретную галерею выдающихся людей эпохи Тюдор-Ренессанса, множество рисунков с натуры и картины. Среди них портрет писателя-гуманиста, лорд-канцлера Англии Томаса Мора, короля Генриха VIII, королевы Джейн Сеймур, Эдуарда VI, герцога Норфолка и других выдающихся людей эпохи.
Гольбейн скончался в 1543 году в Англии и похоронен в Лондоне. Ныне портреты его работы экспонируются в Королевских комнатах замка в Виндзоре. Английским живописцем эпохи Тюдоров был мастер портретной миниатюры Николас Хиллиард, также оставивший портретную галерею современников.

### Дома знати и духовенства
С появлением пороховых пушек ко времени Генриха VI, средневековые замки утратили свои оборонительные функции. Реформы, окончание Войны Алой и Белой розы, улучшение экономической ситуации позволили возводить комфортные, красивые дома взамен каменных, холодных цитаделей прошлого.
В правление Генриха VII происходил постепенный переход от Средневековья к Новому времени. В начале своего правления король возвёл недалеко от Лондона резиденцию в Ричмонде. Здание было преимущественно деревянным с некоторыми средневековыми чертами вроде главного банкетного зала и Тайных комнат (англ. Privy Chambers) с видом на реку, как практиковалось в XV веке. Перед Рождеством 1497 года резиденция сгорела почти до основания, и король поручил строительство новой в новом стиле Тюдоров (дворец не сохранился). Образцом поздней английской готики является Капелла короля Генриха VII в Вестминстерском аббатстве (1502—1512).
В XVI веке происходит переход к преимущественно светскому строительству. Это объясняется отделением англиканской церкви в самостоятельную независимую ветвь христианства. Католические монастыри были закрыты или разрушены, церкви переданы приходам, а земли получило мелкое дворянство. Английские ленд-лорды стали приглашать итальянских художников-декораторов. Стены и потолки украшали резными панелями и сложным расписным орнаментом. Некоторые новшества, в основном в области орнаментальной гравюры, ювелирного искусства и декорации архитектурных интерьеров, принесла волна беженцев-протестантов из Нидерландов и Франции в результате гонений на гугенотов.
- Ноул-хаус, Севенокс, графство Кент
- Перекрытие в Rufford Old Hall в Ланкашире
- Layer Marney Tower, Эссекс
- Монтакьют-Хаус в Сомерсете
- Оксбру-холл в Брекленде

В правление Генриха VIII получили распространение:
- формы фундамента в виде Е, Y, H[9],
- криволинейный голландский щипец,
- большие застеклённые окна (демонстрация богатства, так как стекло стоило огромных денег),
- встроенные в здание «механизмы» на потеху гостям и ради демонстрации остроумия хозяина.
- Крыша с деревянными консолями в больших залах присутствует до 1603 года, приобретая всё больше декоративную функцию,
- окна прямоугольной формы одно над другим (за исключением крупных),
- полукруглые арки и пышные балюстрады во времена Генриха VIII и Елизаветы I,
- огромных размеров каменные камины (для жарки целых быков) нередко с выгравированным семейным гербом,
- длинные галереи;
- тюдоровская арка (англ. Tudor arch)[10];
- тюдоровская роза с пятью лепестками в орнаменте и резьбе[10],
- гобелены, тяжёлые итальянские ткани, восточные ковры в богатых домах[8],
- резная мебель из экзотических пород (сикомор, самшит, пабуд, эбеновое дерево) с высокими спинками, как у трона, обита прочной коровьей кожей[8];
- позолота внутри и снаружи здания,
- геометрический ландшафт, крупные сады на заднем дворе. При Генрихе VIII появляются первые фонтаны.

Большой зал с камином теряет свою ведущую роль в доме, поскольку совершенствуется система дымоходов. Теперь камин может располагаться выше этажами, а хозяин дома старался визуально продемонстрировать принятие новой технологии через украшение и выделение дымоходов.
Английский тип сооружений (высокие крыши, несколько дымоходов, большие окна и большие эркеры на фасадах) оказался достаточно консервативным и не поддался влиянию ордерной архитектуре итальянцев. Вторичные черты ордерной архитектуры теперь заимствовали из протестантских Голландии и Германии. Лишь в сооружениях, где рискнули отойти от английских традиций, возникает что-то действительно целостное — Лонглит Хаус (Уилтшир, 1567—1575), симметричный план дворца Уоллатон-холл (Ноттингемшир, 1580—1588), дворец Монтегю-хаус (Сомерсетшир, 1580—1599). Но это скорее модные исключения.

### Дома обывателей
Дома простых людей строили фахверковыми (деревянной конструкции с заполнением камнями или кирпичом и последующей побелкой), либо кладкой из красного кирпича с выделением конструктивных деталей белой краской, очаг оставался центральным местом в доме. Оштукатуренные, побелённые фахверковые дома преобладали на юге и северо-запада Англии. В сельской местности законом запрещалось возводить дома плотно друг к другу из-за угрозы пожаров. В елизаветинское время сложился архитектурный тип коттеджа — отдельного загородного дома для одной семьи. Первый этаж занимали кладовые, кухня, вестибюли, холл, лестница, а второй отводился под спальни. Позднее этот тип жилья распространился и в городах.
- Дом в Глостершире
- Дом в Лестершире
- Feathers Hotel в Ладлоу
- Два дома в Ипсвиче, Суффолк
- Дома в Стаффордшире

Характерными чертами домов обывателей периода Тюдоров являются:
- Прямоугольное или квадратное основание для городских домов,
- Сельские дома ставятся на основание по форме Н и практически не меняются со времён средневековья,
- Крышу крыли соломой, плиткой шифера, сланцем, гонтом, черепицей (в Лондоне соломенные крыши не запрещались до 1660-х годов),
- Крыша с деревянными консолями остаётся для удобства, преимущественно, в сараях и амбарах,
- Вытянутые, узкие оконные и дверные проёмы,
- Люкарны на закате стиля
- Плиточный или земляной пол кроме каменного и деревянного,
- Выкрашенные белые стены в контрасте с тёмными дубовыми панелями фахверковых домов,
- Выступающий второй и последующие этажи позволяли экономить место на уже перенаселённых, узеньких улочках[14] (распространено на городских улицах, крупных городах вроде Лондона),
- Очень узкий или отсутствующий зазор между соседними домами в городе,
- Угловой камин,
- Деревянные лестницы в домах среднего класса и дворянства,
- Уличные туалеты устроены на заднем дворе, особенно в сельской местности,
- Небольшие приусадебные участки

Самые бедные классы ютились в своих или съёмных лачугах, где в единственной комнате ели, спали, готовили.

## Классические примеры Тюдор-Ренессанса в архитектуре
- Капелла Королевского колледжа в Кембридже, Англия.
- Капелла Святого Георгия в Виндзорском замке, Виндзор, графство Беркшир, Англия.
- Капелла Генриха VII в Вестминстерском аббатстве, Лондон, Англия.
- Капелла Святого Петра в оковах в Тауэре, Лондон, Англия.
- Хэмптон-корт, Ричмонд-на-Темзе, предместье Лондона, Англия.

## Влияние
В XIX веке в модном течении историзма, наряду с другими возрождёнными стилями тюдоровский стиль вернулся в виде неотюдоровского стиля. Тогда же среди образовательных учреждений в Великобритании и её колониях получил распространение стиль коллегиальной готики, опирающийся на архитектуру готики и периода Тюдоров.